# 3665 Fitzgerald
A 3665 Fitzgerald (ideiglenes jelöléssel 1979 FE) a Naprendszer kisbolygóövében található aszteroida. Antonín Mrkos fedezte fel 1979. március 19-én.